# Henk Chin A Sen
Hendrick «Henk» Rudolf Chin A Sen, en chino: 陳亞先; nació en Albina, Surinam el 18 de enero de 1934 y murió en Paramaribo el 11 de agosto de 1999. Tras la renuncia de Johan Ferrier en agosto de 1980 Chin A Sen asume el poder gracias al Consejo Nacional Militar. Tras oponerse a las medidas socialistas de Desi Bouterse, este decide destituirlo en febrero de 1982. En diciembre forma el Movimiento de Liberación de Surinam (MLS).

## Biografía

### Primeros años
Chin A Sen nació en el pueblo de Albina, el 18 de enero de 1934. Estudió medicina en la facultad de medicina de Paramaribo y se graduó en 1959. Desde 1959 hasta 1961 inició una práctica general, luego se fue a los Países Bajos a especializarse como internista, Cuando regresó a Surinam contrae nupcias con Sherlyne Chin A Sen y trabaja en el hospital San Vicente de Paramaribo. Luego se une al Partido Nacional de Surinam, aunque no era muy activo.

### Dictadura militar (1980-1982)
En febrero de 1980, el Presidente Johan Ferrier y su primer ministro Henck Arron fueron derrocados por un pronunciamiento conocido como "Golpe de los Sargentos" que instauró un gobierno de facto. El Consejo Militar Nacional (CMN) convocó a los dirigentes opositores a gobernar y varios dirigentes izquierdistas asumieron puestos en el gabinete. Seis meses después dimite el presidente Johan Ferrier y es entregado el gobierno a Dési Bouterse. Este, siendo el líder del Consejo Militar Nacional, nombra a Chin A Sen Presidente de Surinam.
Tras comenzar el gobierno de Chin A Sen, este suspendió la Constitución, disolvió el Parlamento y prohibió los partidos políticos, comenzando así una dictadura unipersonalista. También la radio y la televisión fueron censuradas y los dirigentes políticos fueron encarcelados y torturados.
En marzo de 1981 un contragolpe militar dirigido por Wilfred Hawker intentó derrocar al gobierno de Chin A Sen, apoyado por la población indostánica, sin éxito. En septiembre de ese mismo año Chin A Sen anunció un proyecto de reforma constitucional que limitaría el papel de las fuerzas armadas nacionales al de supervisión dentro del gobierno. El ejército respondió formándose el Frente Revolucionario Popular, alianza política encabezada por Bouterse y otros dos militares del consejo militar, Ivan Graanoogst y Roy Horb. También estuvo integrado por otros tres líderes de una asociación estudiantil y de sindicatos.
Las discrepancias que existían entre Chin A Sen y Bouterse se terminaron de romper el 4 de febrero de 1982 cuando el Consejo Nacional Militar destituye al Presidente y, luego de un período en el que la jefatura de estado fue ocupada por Bouterse, fue nombrado Presidente Fred Ramdat Misier.

### Movimiento para la Liberación de Surinam
Tras ser derrocado, Chin A Sen huyó a los Países Bajos, donde sufre un atentado. En enero de 1983 forma en Ámsterdam el Movimiento para la Liberación de Surinam (MLS), que tenía como objetivo derrocar por la vía pacífica a Bouterse. En agosto de 1986 el MLS dirigido por Chin A Sen invadió junto con las tropas de Ronnie Brunswijk cuarteles de la costa oriental de Surinam.
Luego se supo públicamente que los surinameses exiliados en Países Bajos financiaban las guerrillas tales como el Ejército de la Liberación de Surinam (SLA, siglas en holandés). Las guerrillas empezaron a tomar terreno en el distrito de Marowijne y en noviembre de 1986 el poblado de Moengo fue intervenido por el SLA y el MLS, al igual que las cercanías del aeropuerto internacional (Johan Adolf Pengel). Tras la celebración de elecciones en noviembre de 1987, el MLS suspendió las hostilidades pero no intervino en las elecciones. Finalmente, en 1992 el presidente Ronald Venetiaan firmó un acuerdo con las guerrillas y éstas suspendieron las hostilidades definitivamente.

### Fallecimiento
En 1995, Chin A Sen retorna a Surinam donde retoma su trabajo como internista en Paramaribo hasta su muerte en agosto de 1999, a los sesenta y cinco años.